# Épila
Épila település Spanyolországban,  Zaragoza tartományban. Épila Alfamén, Calatorao, Lucena de Jalón, Salillas de Jalón, Ricla, Nigüella, Mesones de Isuela, Tabuenca, Rueda de Jalón, Lumpiaque, La Muela, Zaragoza és Muel községekkel határos. Lakosainak száma 4565 fő (2024).

## Népesség
A település népessége az utóbbi években az alábbiak szerint változott:
| Lakosok száma | 4019 | 4089 | 4251 | 4691 | 4746 | 4593 | 4413 | 4386 | 4447 | 4565 |
|               | 2001 | 2004 | 2007 | 2009 | 2012 | 2014 | 2017 | 2019 | 2022 | 2024 |